# Madonna di Darmstadt
La Madonna di Darmstadt (noto anche come Madonna di Jakob Meyer zum Hasen) è un dipinto di Hans Holbein il Giovane del 1526-28.
L'opera, completata a Basilea, mostra la figura del borgomastro di Basilea, Jakob Meyer zum Hasen, la sua prima moglie (morta in precedenza), la sua moglie attuale e le sue figlie attorno ad una composizione di Madonna con Bambino. Il significato delle due altre figure maschili presenti a sinistra, come del resto l'iconografia generale del dipinto, non appaiono ancora oggi interamente chiare. L'immagine testimonia l'assoluta fede cattolica del borgomastro, apertamente opposto alla Riforma protestante.
Il dipinto di Holbein fu certamente influenzato dalla pittura religiosa rinascimentale italiana, con elementi tipici della ritrattistica olandese dell'epoca. Già collocata a Darmstadt, da cui il nome, l'opera venne temporaneamente prestata allo Städelschen Kunstinstitut di Francoforte sul Meno dal 2004 al 2011. Dal 2012 si trova nella Johanniterkirche di Schwäbisch Hall.

## Storia

### La commissione

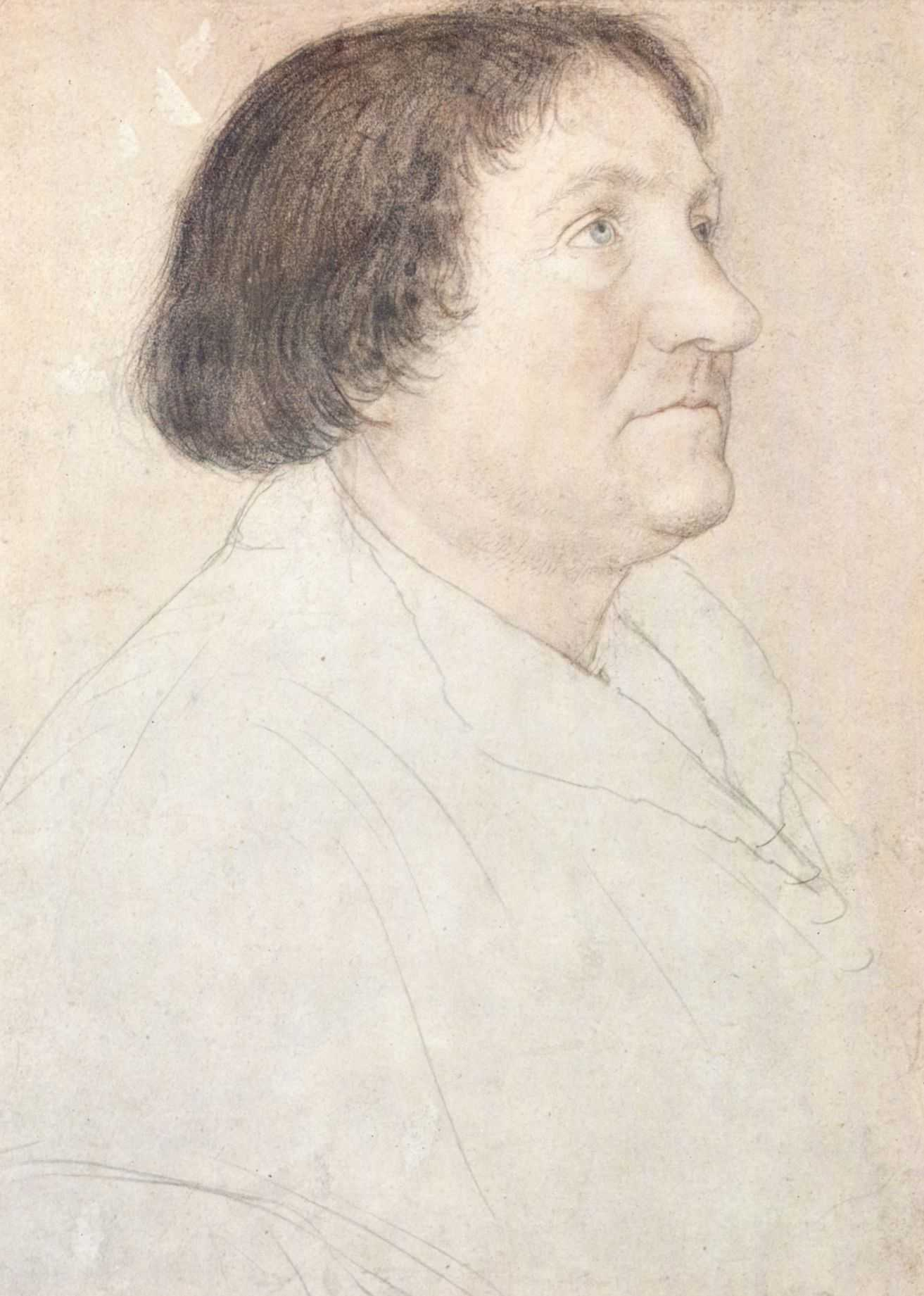
Jakob Meyer zum Hasen, studio di ritratto, matita e gesso colorato su carta, 38,3 × 27,5 cm Kunstmuseum Basel

Il motivo che diede all'ex sindaco di Basilea, Jakob Meyer, l'opportunità di commissionare il grande dipinto della Madonna di Darmstadt (146,5 × 102 cm) non ci è noto. Una delle motivazioni più plausibili è certamente la strenua fede cattolica di Meyer e la sua volontà di manifestarla. Al momento della creazione dell'opera, infatti, la Riforma protestante aveva prevalso a Basilea e Meyer era probabilmente inclinato a manifestare la sua opposizione al nuovo movimento religioso in città. Un'altra possibile ragione è che Meyer era stato in quel periodo accusato dal consiglio comunale della città, di fede calvinista, di essersi indebitamente appropriato di fondi pubblici; è di fronte a tale pericolo che Meyer avrebbe potuto voler ostentare la protezione di Maria o esprimere la sua gratitudine alla Madre di Dio per lo scampato pericolo di un'infamante accusa. L'anno di realizzazione si presume attorno al 1526/1528.
La forma della cornice insolita della pittura suggerisce il fatto che la pittura fosse inserita in un'architettura, come ad esempio la cappella del patrono presso il castello di Gundeldingen, alle porte di Basilea, ma non vi sono prove che il dipinto sia mai stato in quel luogo. Stephan Kemperdick presuppone che il dipinto sia stato concepito come parte di un monumento funebre della famiglia di Jakob Meyer all'interno di una chiesa di Basilea, forse la chiesa di San Martino. Questo dato sembra essere supportato dal fatto che effettivamente nella Martinskirche vennero sepolti dapprima la moglie di Jakob Meyer e poi sua figlia Anna e suo genero. Sembra quindi ragionevole ritenere che Meyer stesse progettando una tomba di famiglia in quel luogo. Questo dipinto fu tra quelli che scamparono all'iconoclastia voluta dalla Riforma protestante perché venne restituito ai proprietari dal delegato alla sicurezza cittadina Johannes Gerster nel 1528.
Un gruppo di fotografie a raggi infrarossi e a raggi X del dipinto realizzate nel 1999 dal laboratorio del museo del castello di Darmstadt, hanno potuto dimostrare che solo la figura della Madonna col Bambino venne eseguita esattamente secondo quanto rilevato nel disegno preliminare. Su tutte le altre figure si sono trovate infatti correzioni della postura e del punto di vista, rifacimenti e migliorie. Queste indagini hanno inoltre dimostrato che i disegni del ritratti dei protagonisti della scena non vennero eseguiti prima dell'inizio dei lavori sul dipinto, come si pensava in precedenza, bensì in corso d'opera.

### Correzioni e rifacimenti

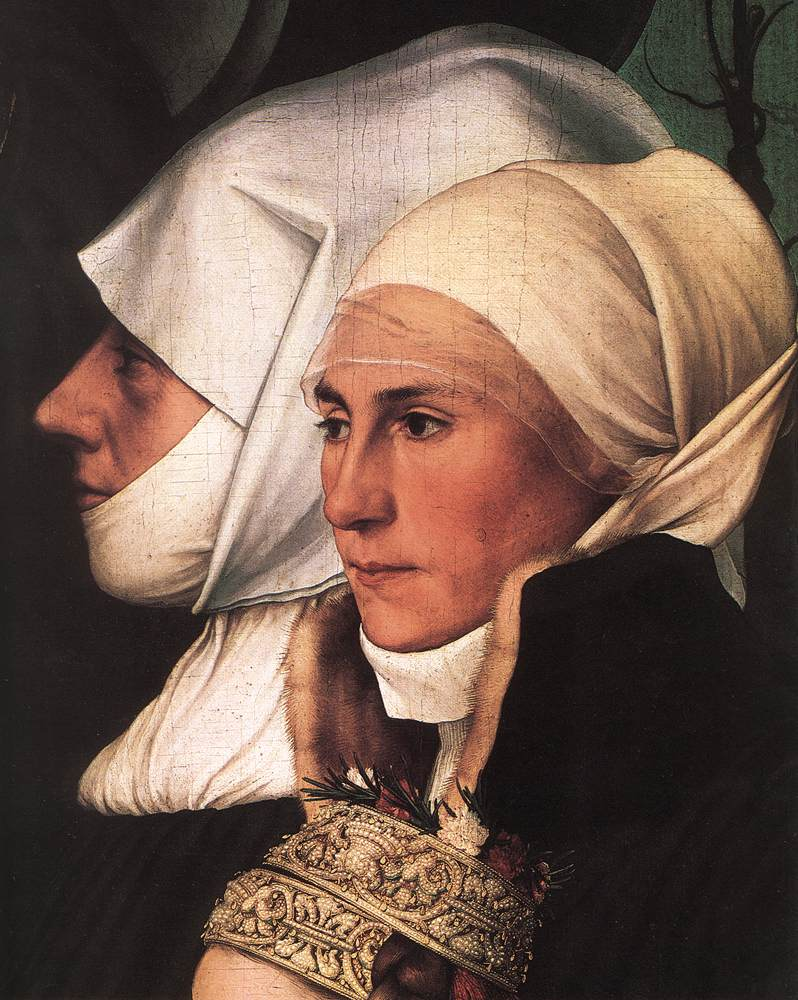
Particolare del dipinto raffigurante Dorothea Kannengießer (a destra): si noti ancora presente la traccia pittorica del soggolo poi rimosso

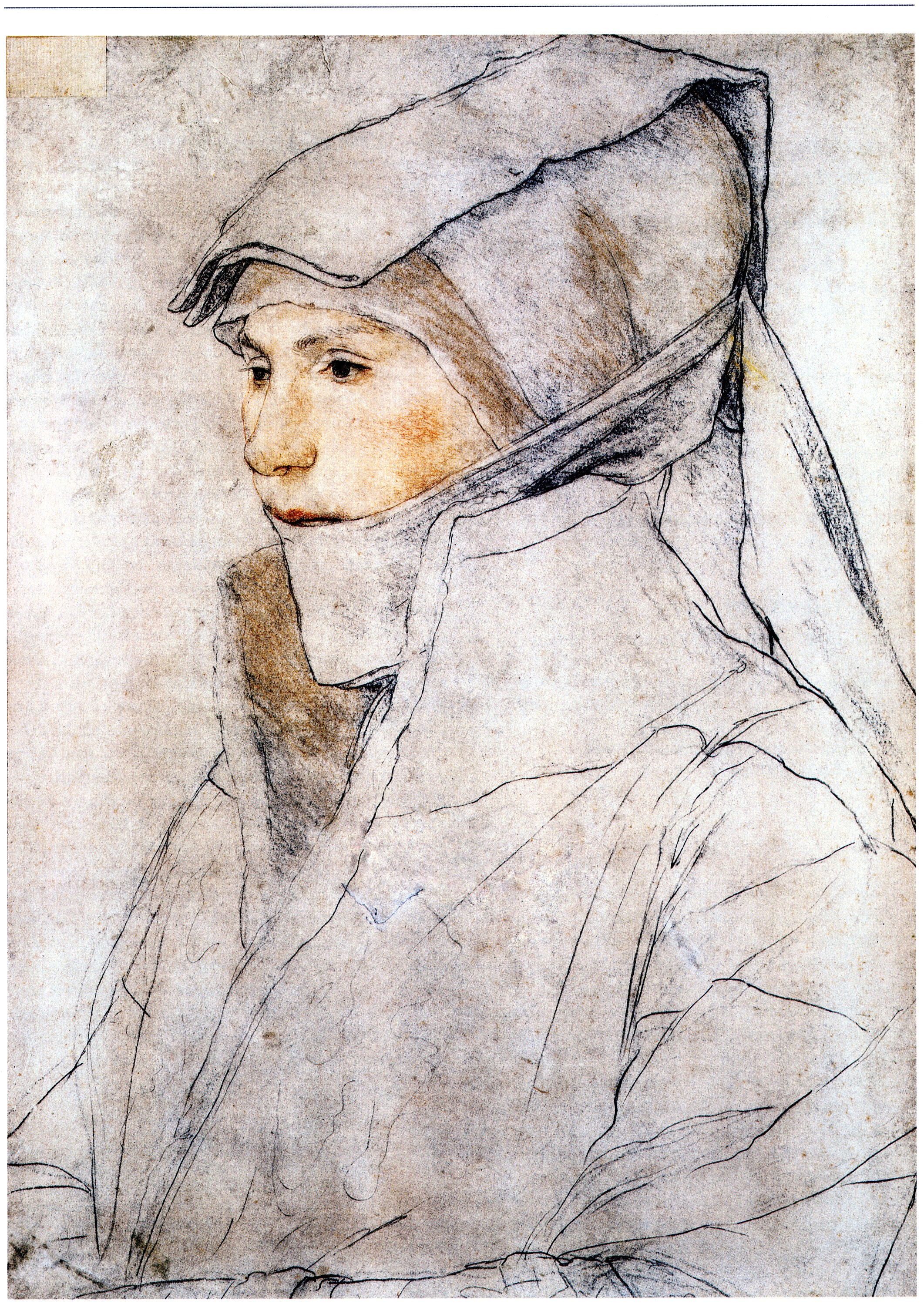
Studio del ritratto di Dorothea Kannengießer con l'evidente soggolo che le copriva gran parte del viso. Carboncino e gesso colorato su carta, 39,5 × 28,1 cm, Kunstmuseum Basel

A occhio nudo si può vedere da subito come il disegno sia stato mutato dopo un suo primo completamento: in origine la figura di Anna Meyers si presentava coi capelli lunghi, come testimoniato da un disegno preparatorio eseguito dallo stesso Holbein. Il motivo del cambiamento di acconciatura è dato non solo dall'aspetto di maggiore eleganza e compostezza della figura, ma anche dal ruolo che essa rivestiva come ragazza da marito. Alle spalle della ragazza si trova la madre Dorothea Kannengießer e la defunta Magdalena Bär. Le due mogli del borgomastro sono rappresentate in maniera diversa, con la seconda moglie in origine contraddistinta da un ampio sottogola che le copriva gran parte del viso, ma che nel 1528 al ritorno di Holbein dal suo primo viaggio in Inghilterra, venne mutato con un più moderno costume che lasciava vedere più apertamente la bellezza delle fattezze del viso della nuova consorte del committente. L'aspetto della prima consorte venne lasciato immutato per sottolineare l'idea di vecchio, di sorpassato, per quanto ancora presente nella memoria e nel cuore di quanti l'avevano amata.

### Classificazione nell'opera di Holbein

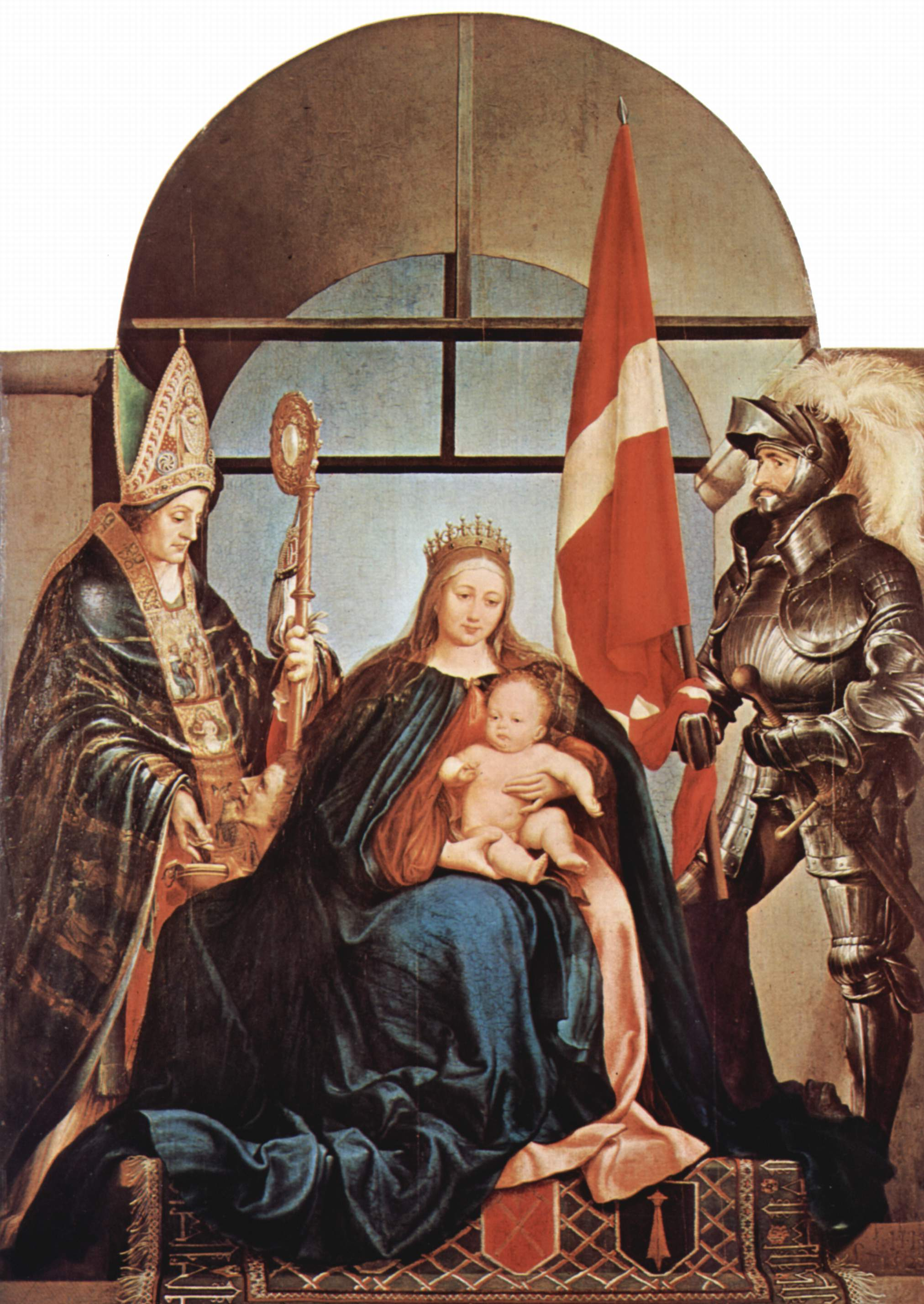
Hans Holbein il Giovane, Madonna di Soletta, 1522, Lindenholz, 143,5 × 104,9 cm, Kunstmuseum Solothurn

All'arrivo di Holbein a Basilea nel 1515, esisteva ancora un mercato fiorente di ritratti religiosi cattolici. Con l'avvento della Riforma in città nel 1520, le domande di opere di carattere religioso diminuì significativamente e lo stesso Holbein accettò commissioni sia da parte dei cattolici che da parte dei riformati. Molte opere andarono distrutte nel corso dell'ondata iconoclastica del 1529, ma opere di Holbein come la Madonna di Soletta, la Madonna di Darmstadt ed il Cristo morto nella tomba sono sopravvissute sino ai nostri giorni, lasciando un alone di mistero sulla loro funzione originaria.
La Madonna di Darmstadt del resto presenta molte similitudini con la Madonna di Soletta realizzata dallo stesso Holbein nel 1522. Entrambi i dipinti sono molto simili nelle loro dimensioni e nel particolare della forma arrotondata nella parte superiore e rettangolare in quella inferiore. A differenza però del dipinto successivo commissionato da Jacob Meyer, nella Madonna di Soletta Maria si trova seduta in trono con in braccio il Bambino, tra i santi Martino e Orso. I donatori sono presenti in quest'opera unicamente tramite i loro stemmi che sono "ricamati" sul tappeto, steso anche in questo caso sotto i piedi della Madonna. Il dipinto corrisponde in questo caso ad una Sacra Conversazione. La Madonna di Darmstadt, d'altra parte, si presenta molto più complessa nei suoi molteplici riferimenti iconografici.
Con il trasferimento definitivo in Inghilterra nel 1532, l'attenzione di Holbein si spostò verso la ritrattistica privata, lasciando i temi religiosi di sfondo.

### Il dipinto nel mercato dell'arte

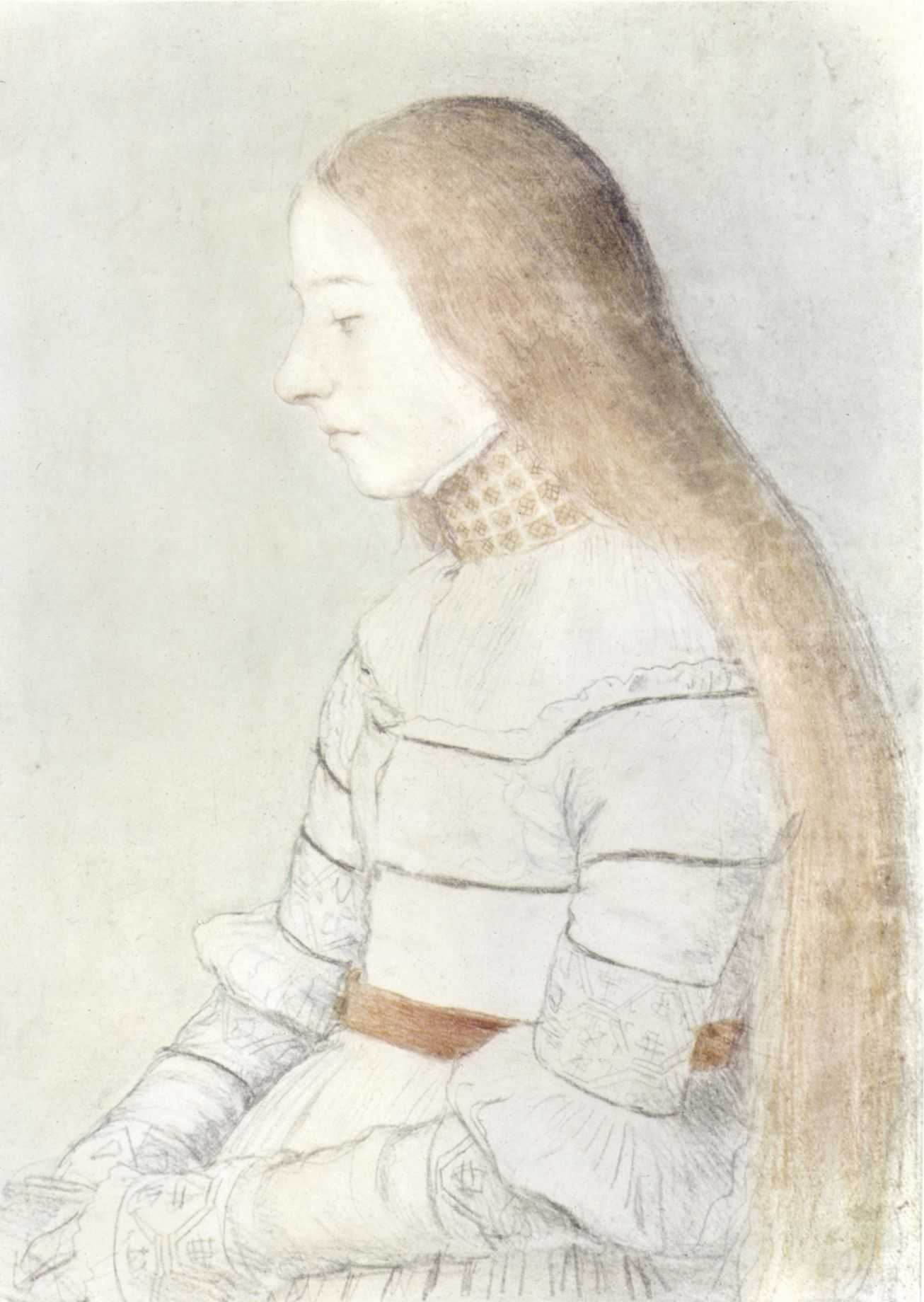
Anna Meyer, disegno preparatorio coi capelli sciolti, gesso nero e colorato su carta, 39,1 × 27,5 cm, Basel, Kunstmuseum Basel, Kupferstichkabinett

Dopo la morte di Jakob Meyer, sua figlia Anna ereditò il dipinto. L'immagine rimase di proprietà della famiglia fino al 1606, quando i discendenti di Anna Meyer vendettero il dipinto per 100 corone d'oro al diplomatico di Basilea Johann Lukas Iselin. Dopo la morte di questi nel 1626, il dipinto venne acquisito dal mercante d'arte di Amsterdam Michel Le Blon, che già possedeva diverse opere di Holbein, per la somma di 1000 lire imperiali. Presumibilmente per innalzare i propri profitti sul mercato dell'arte, Le Blon fece realizzare le prime copie del dipinto da Bartholomäus Sarburgh. Remigius Faesch II, un discendente di Anna Meyer, chiese a Sarburgh stesso di realizzare anche delle copie in particolare di Anna Meyer e del ragazzo. L'intento di Faesch era forse quello di completare una galleria di antenati per la propria casa. Le Blon vendette quindi l'originale per 3000 fiorini al banchiere Johannes Lössert di Amsterdam. Una copia del dipinto originale venne venduta anch'essa ad un banchiere di Amsterdam, il quale poi a sua volta la cedette ad un veneziano attorno al 1690; questo a sua volta lo lasciò in eredità a Giovanni Dolfin che lo espose nella propria galleria e dove diversi personaggi ebbero modo di testimoniarne la presenza nel corso dei loro Grand Tour. Nel 1743 il dipinto venne acquisito da re Augusto III di Polonia che lo pose nella Gemäldegalerie a Dresda.
L'originale passò da Lössert a Jacob Cromhout e venne messo all'asta nel 1709 insieme al suo palazzo. Successivamente il dipinto passò nelle mani dei duchi di Lorena e da lì al commerciante d'arte Alexis Delahante. Nel 1822 Delahante espose il dipinto nel salone di suo cognato, il compositore Gaspare Spontini, a Berlino. Il principe Federico Guglielmo Carlo, fratello del re Federico Guglielmo III di Prussia, decise di acquistare il dipinto come regalo di compleanno per sua moglie, la principessa Marianna d'Assia-Homburg. Il dipinto venne quindi dapprima trasferito nel palazzo della coppia a Berlino dove rimase appeso nel "Salone Verde" sino al suo trasferimento definitivo a Darmastadt nel 1852, dopo che la principessa Elisabetta di Prussia, che aveva sposato il principe Carlo d'Assia-Darmstadt, aveva ereditato l'opera d'arte, che quindi passò tra i possedimenti della famiglia dei granduchi d'Assia e del Reno.
Il dipinto venne rimosso dalla sua collocazione durante la seconda guerra mondiale nel 1943 e trasportato al castello di Fischbach, in Slesia, preservato fortunatamente dall'incendio del castello di Darmastadt del 1944. Nel febbraio del 1945, l'opera d'arte venne spostata a Coburgo appena prima dei raid aerei che colpirono l'area e poi venne riportata al castello di Wolfsgarten, nei pressi di Darmastadt.
Nel 1967, una riproduzione della copia di Dresda del dipinto era posta a decorazione delle stanze private del cattivo Blofeld nel film Agente 007 - Si vive solo due volte.

### Originale e copia: la disputa di Holbein a Dresda

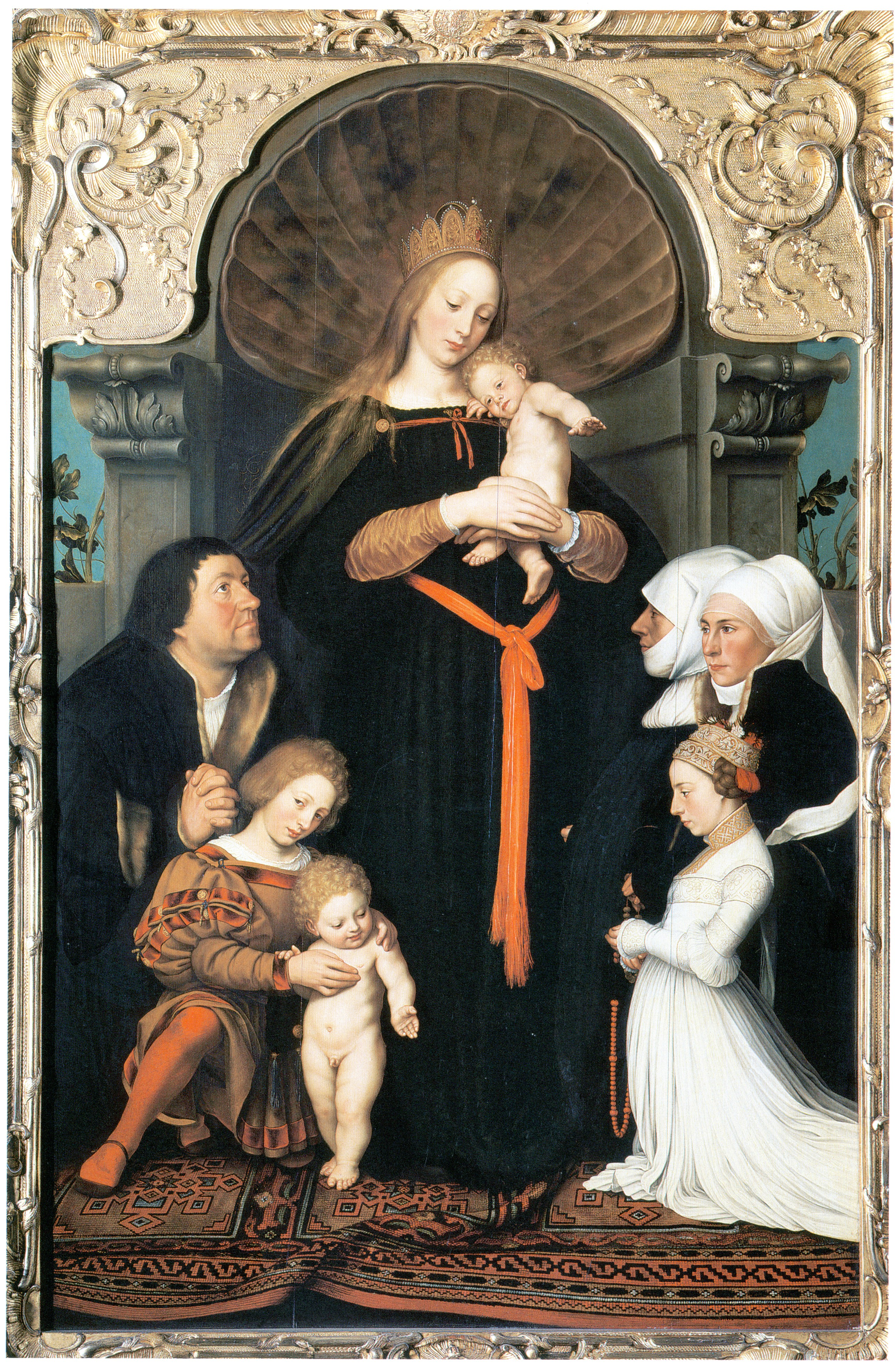
Copia di Dresda di Bartholomäus Sarburgh

Nel XIX secolo si giunse ad una prima grande disputa sulle due versioni della Madonna di Dresda, quella conservata presso la Gemäldegalerie di Dresda e quella conservata al palazzo reale di Darmstadt, per stabilire quale effettivamente fosse l'opera originale. Durante il processo di riconoscimento, la pittura di Dresda, che in seguito si rivelò essere una copia, fu spesso considerata dai suoi contemporanei e dagli artisti come la più bella e compiuta e quindi l'originale. Copiando la pittura di Holbein nel XVII secolo, il copista apportò alcune modifiche che sembravano corrispondere più al gusto dell'epoca che all'originale di Holbein. La disputa interessò artisti, storici dell'arte e soprattutto una gran parte del pubblico tedesco interessato all'arte. Nel 1871 venne appositamente progettata a Dresda una mostra di Holbein per offrire al pubblico l'opportunità di esprimere la propria opinione e scriverla negli album appositamente forniti per l'occasione. Sebbene la partecipazione sia stata bassa in quanto a pubblico, questo è ancora oggi considerato il primo studio empirico nel campo dell'estetica psicologica, dal momento che contrariamente all'opinione del pubblico e degli artisti, gli storici dell'arte alla fine prevalsero nella scelta del dipinto di Darmstadt come originale. Le indagini a raggi X e infrarossi più moderne hanno confermato i risultati già visibili a occhio nudo sul dipinto di Darmstadt, mentre l'immagine di Dresda ne è la copia. Di conseguenza, come scrisse Emil Major nel 1910, il dipinto di Dresda è a tutti gli effetti quello del pittore Bartholomäus Sarburgh, databile al 1635/1637.

## Descrizione

### Composizione

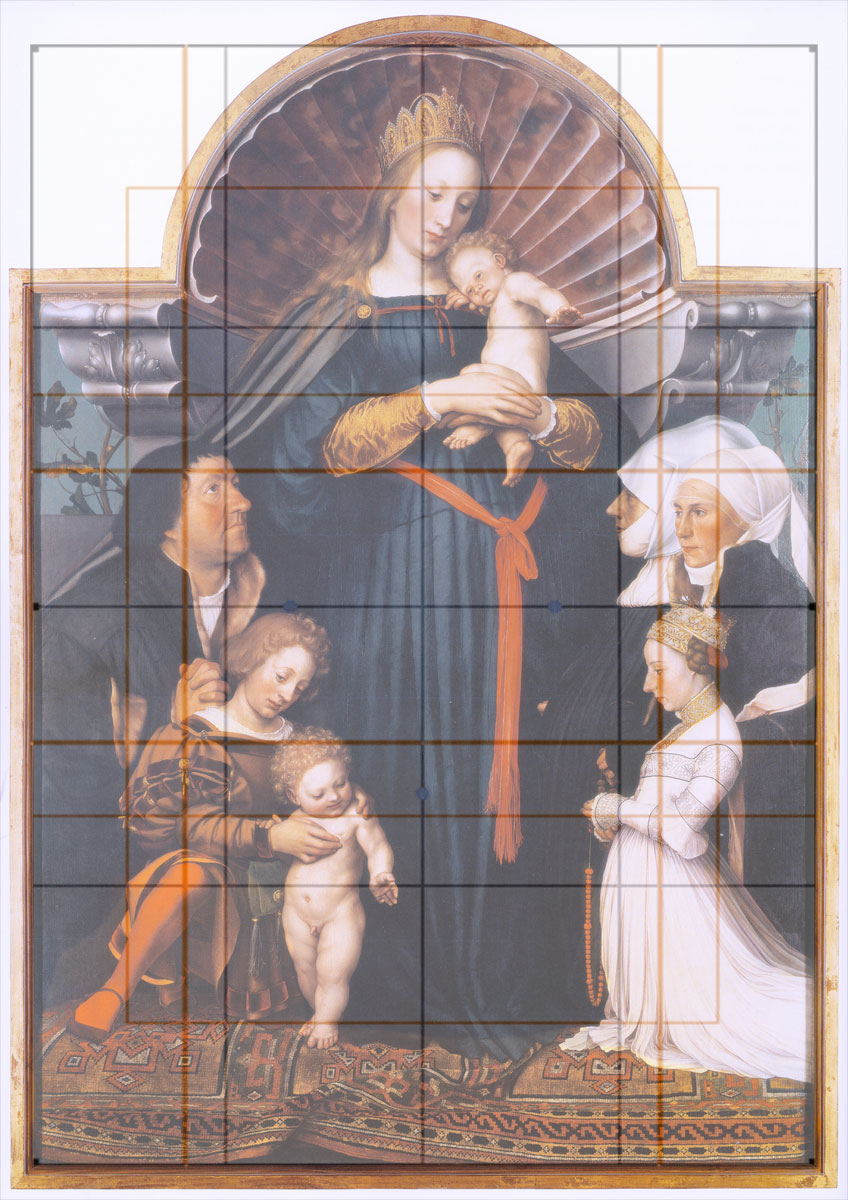
Una griglia posizionata sopra il dipinto, le cui linee dividono lo spazio pittorico in proporzione alla sezione aurea, mostra l'accurata disposizione della composizione.

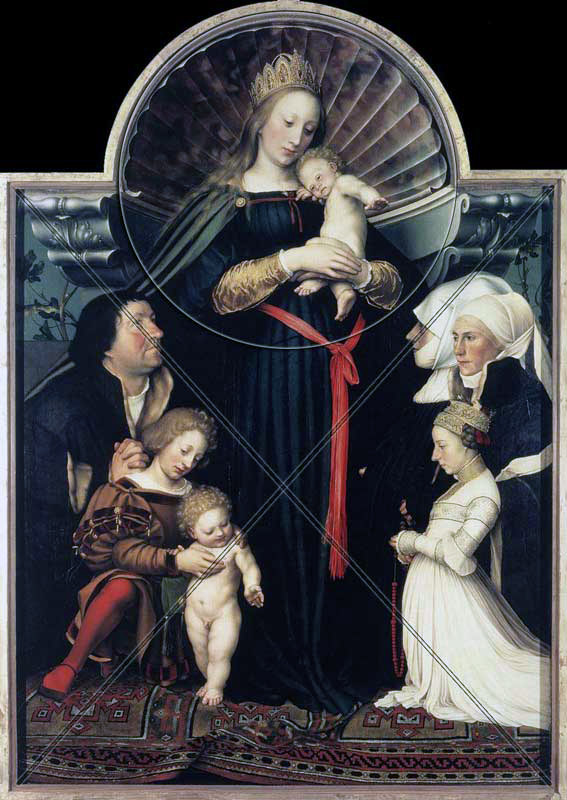
Schema di composizione con diagonali e forma circolare

Al centro dell'immagine si trova Maria, la cui figura è posta in trono. La cornice attuale, rettangolare nella parte inferiore della composizione, posiziona invece nella parte superiore un semicerchio il cui diametro corrisponde approssimativamente alla metà della larghezza del rettangolo sottostante. Il manto della Madonna forma i contorni esterni di una piramide immaginaria. Visivamente, l'immagine è divisa longitudinalmente dalla cintura rossa di Maria. Le tre donne sulla destra occupano poco più di un terzo della composizione, mentre le tre figure maschili sulla sinistra quasi i due terzi dello spazio dell'immagine. I personaggi maschili, inginocchiati, sono sfalsati rispetto al centro del quadro. L'osservatore vede le figure dal davanti, i volti di Meyer e il ragazzo nel profilo di tre quarti, il bambino è dal davanti. Dal lato degli uomini, le figure seguono quasi la diagonale dello schermo. D'altra parte, sul lato più stretto delle donne, la svolta verso il centro è solo accennata dalla figura centrale spostata leggermente a destra. Le tre donne sono tutte e tre di profilo e si presentano come in fila, una a fianco all'altra. Solo Dorothea Kannengießer rivolge parte dello sguardo verso lo spettatore. A causa del vestito bianco di Anna Meyer e dei cappucci bianchi delle due mogli di Meyer, la parte destra del dipinto sembra in generale più luminosa. Su entrambi i lati, tuttavia, la figura più rilevante nella composizione appare anche come la più luminosa, migliorando l'effetto di profondità dell'immagine. Il colore rosso colpisce nella cintura della Vergine, nella calzamaglia rossa portata dal ragazzo e nel rosario di Anna Meyer. Questi oggetti scarlatti descrivono un triangolo che collega entrambi i lati dell'immagine con la figura centrale della Madonna.
La testa e le braccia della Madonna, che reggono il piccolo Gesù, occupano uno spazio quasi separato al di sopra del ginocchio. Se si completa il semicerchio della conchiglia che si trova dietro la testa di Maria con un cerchio, si crea un medaglione circolare con Maria e il bambino. Il centro di questo cerchio è formato da una singola perla che tiene insieme il delicato indumento della Vergine all'interno di una spilla d'oro.

### Personaggi e oggetti rappresentati
L'immagine del dipinto mostra nel dettaglio Maria inserita in una nicchia di pietra che si chiude sopra la sua testa con una conchiglia marmorea che poggia su due sostegni ornati sporgenti. Su entrambi i lati si lascia spazio ad un piccolo pezzo di cielo e rami di alberi di fico.
I capelli dorati di Maria ricadono ondeggianti sulle sue spalle sotto la corona dorata tempestata di perle. Indossa un abito plissettato blu scuro, raccolto sotto il seno, con ampie maniche a due pezzi. La cintura di tessuto scarlatto e annodato, scende liberamente. Una fascia, anch'essa scarlatta, è fissata a grandi bottoni d'oro rotondi e regge l'ampio mantello grigio scuro attorno alle spalle di Maria e attorno ai personaggi inginocchiati accanto e davanti a lei. Sugli avambracci si notano delle parti del tessuto sottostante dorato lucido. Ai polsi sono visibili le cuciture delle maniche della biancheria intima. Nella scollatura, la delicata sottoveste è tenuta insieme da un'unica perla centrale, incastonata in una spilla.
Gesù Bambino, nudo, siede sul braccio sinistro piegato di Maria, poggiando il proprio braccio destro alla spalla della Madonna e protendendo il sinistro verso il davanti. Il viso, incorniciato da riccioli biondi, ha un'espressione seria, quasi sofferente. La testa di Maria si piega verso il Bambino con uno sguardo introspettivo, diretto verso il basso, sotto le palpebre semichiuse. Le sue mani sono sciolte l'una sull'altra.
A destra della figura della Madonna, si trova raffigurato Jakob Meyer, inginocchiato, con le mani giunte al petto in atteggiamento di preghiera, avendo di fronte a sé un ragazzo di circa dodici anni, che sta per alzarsi. Meyer indossa un cappotto nero foderato di pelliccia su una camicia bianca, a pieghe fini. I suoi occhi sono fissi sulla mano tesa del piccolo Gesù. Il ragazzo indossa un'elaborata tunica marrone con una bordatura di velluto scuro sulla scollatura e sugli orli. Le maniche a croce sono inoltre decorate con bottoni dorati. Sulla gamba tesa indossa una calza rossa e una scarpa nera. Dalla sua cintura pende una borsa verde decorata. Il suo sguardo è diretto verso un punto sotto il bordo dell'immagine. Con le sue mani, il ragazzo cerca di trattenere un bambino nudo che volta le spalle all'intera scena. Il bambino, in piedi, tiene la mano destra appoggiata al ragazzo e punta la mano sinistra su una piega del tappeto.
I personaggi femminili principali, la defunta moglie di Meyer, Magdalena Bär, e la sua seconda moglie Dorothea Kannengießer, si trovano di fronte a Jakob Meyer. Magdalena Bär sembra guardarlo direttamente negli occhi. Indossa un velo bianco che le giunge sin sotto il mento e un ampio cappotto nero a pieghe da cui si intravede solo la punta delle dita della mano sinistra che spuntano. Il suo volto è appena visibile, seminascosto tra il proprio copricapo ed il mantello della Madonna. Dorothea Kannengießer, per contro, è rappresentata di tre quarti come suo marito. Indossa anch'essa un velo bianco, che però lascia scoperto il volto. Indossa un abito damascato nero foderato di pelliccia con finiture in velluto sulle maniche e sul colletto e trattiene sotto le dita un rosario marrone. La figlia di Dorothea Kannengießers, Anna Meyer, mostrata di profilo, appare inginocchiata con un abito bianco decorato con ricami scuri e bordi dorati. I capelli appaiono intrecciati con larghi nastri e sono decorati con rametti di rosmarino, garofani e frange rosse. Tra le mani tiene un rosario rosso.
Colpisce il fatto che delle otto figure mostrate nella composizione, quasi nessuna abbia un contatto visivo con la Madonna e alcune sembrano addirittura guardar fuori dallo spazio pittorico. Solo Jakob Meyer sembra avere una relazione cosciente con Maria e il Bambino.
Sotto il piedistallo su cui poggiano le figure, si trova un prezioso tappeto a motivi geometrici. Ai piedi della Madonna, il tappeto forma una piega impressionante che sale a sinistra verso il bordo inferiore del dipinto e sottolinea il modo realistico di dipingere di Holbein.

### Simboli
L'interpretazione delle singole figure che compongono la composizione di Holbein non è ancora chiara. Tuttavia, vi è un ampio consenso relativo al fatto che il dipinto sia da intendersi come un'esaltazione del cattolicesimo di Meyers a fronte della Riforma a Basilea, sottolineando con particolare enfasi il ruolo di Maria nella salvezza dell'uomo, ruolo contestato dai riformati. Holbein, molto probabilmente, non solo rappresentò quanto il suo committente gli aveva commissionato, ma nel dipinto espresse anche le proprie convinzioni religiose.
Il dipinto unisce le caratteristiche dei diversi tipi di immagine che si compenetrano: il ritratto di famiglia, l'immagine del committente, l'immagine devozionale sul tipo della Sacra Conversazione, una scena non italiana con Maria inserita in un'architettura. Tuttavia la composizione, con la piega del tappeto, presenta già degli elementi di movimento, un evento questo che manca nelle opere più tradizionali dell'epoca, contraddistinte ancora da una sostanziale e medievale staticità.

### La Madonna

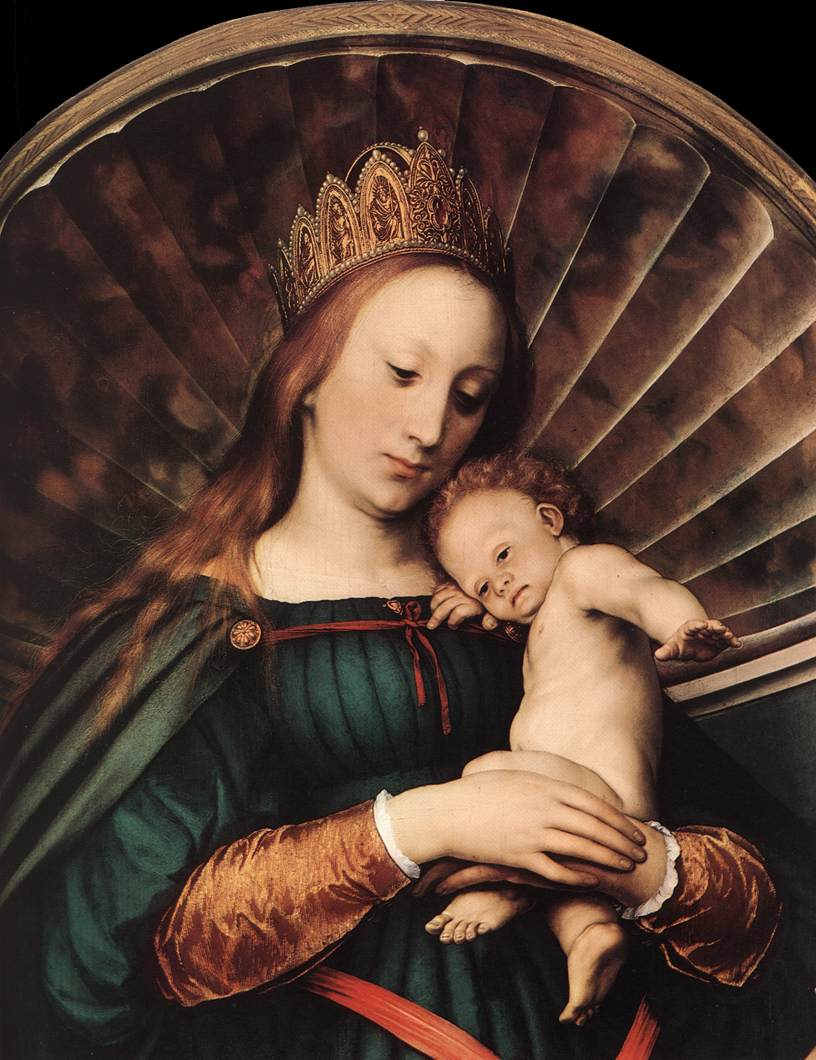
Particolare della testa della Madonna e di Gesù Bambino nel dipinto

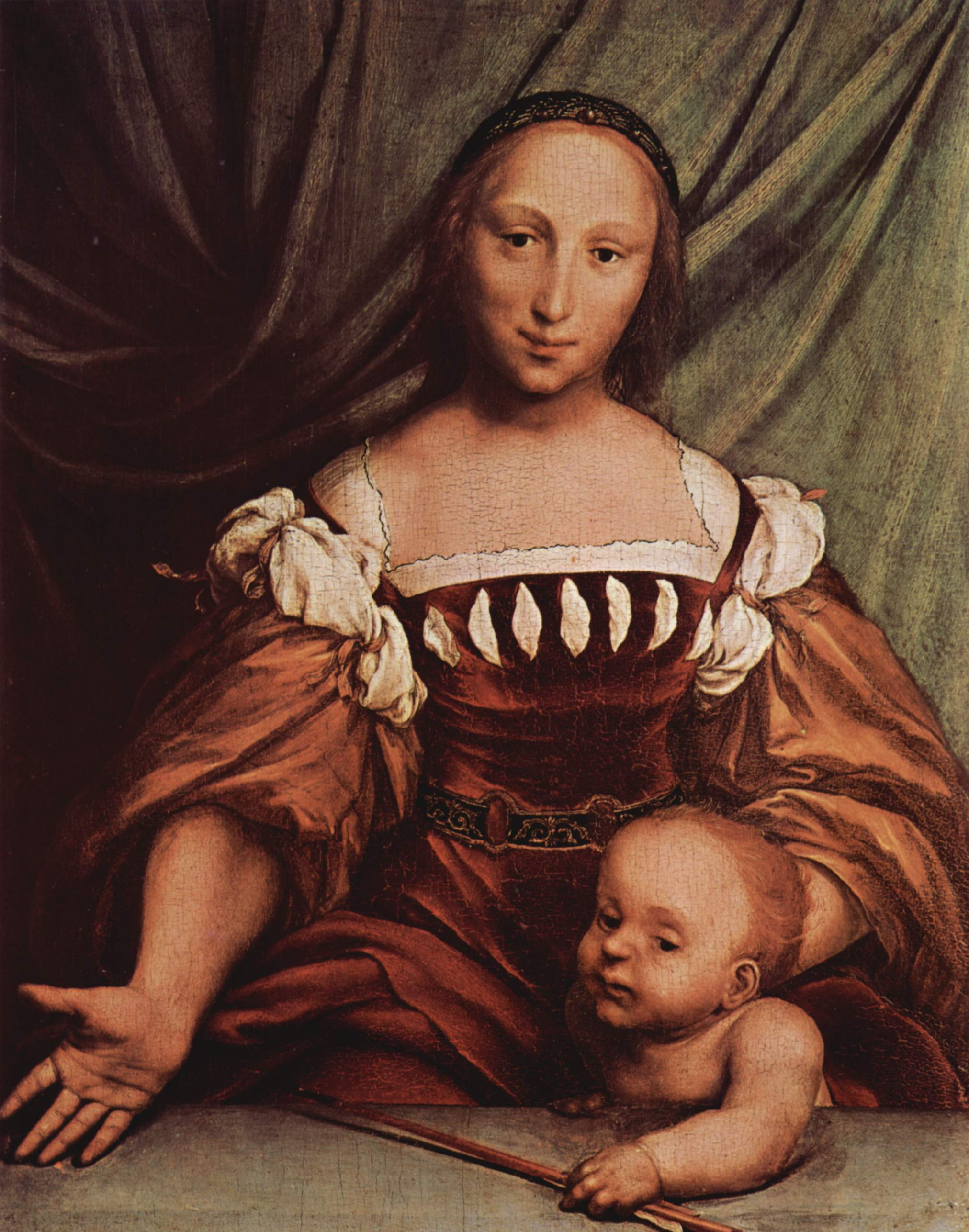
Venere e Amore, Hans Holbein d. J., c. 1524/25

Il volto della Madonna corrisponde ad un tipo di bellezza che Holbein utilizzò per la prima volta intorno al 1524 e che si ritrova anche nella raffigurazione di Venere e Amore (1524/25) e il dipinto quasi identico del Laide di Corinto del 1526. La Madonna, con le sue caratteristiche facciali idealizzate, è chiaramente diversa dai ritratti della famiglia dei fondatori.
Iconograficamente, la rappresentazione della Madonna è basata su modelli italiani. Prima di tutto, il tipo di mantello protettivo che Madonna attira l'attenzione dello spettatore, il quale cadendo dalle spalle di Maria, circonda in modo protettivo la famiglia dei fondatori, ma qui viene indicato solo approssimativamente, ricoprendo solo leggermente le spalle di Meyer e della sua prima moglie, invece di essere distribuito sulle teste dei donatori come una tenda. Un altro elemento iconografico tipico della pittura italiana che Holbein raccoglie qui è il fatto che la Madonna si trova in piedi davanti al trono. Il trono, sottolineato dal nicchione superiore, è un modello già utilizzato ad esempio per la pala dell'altare maggiore della chiesa del collegio papale di Ascona del 1519 che combinava con sorprendente somiglianza la presenza di una conchiglia superiore di decorazione con l'idea di una Madonna "protettiva". Tuttavia, non è chiaro se Holbein abbia potuto vedere personalmente quest'opera.

### La conchiglia

La nascita di Venere, Sandro Botticelli, c. 1485

La conchiglia che costituisce l'estremità superiore del dipinto, incastonata in un'edicola muraria, incornicia la figura di Maria in piedi e si trova spesso nella pittura rinascimentale italiana, di solito come citazione antica. Holbein ha anche usato questo motivo diverse volte prima (in La Sacra Famiglia (c. 1519/20) e in Madonna con Bambino e cavaliere (c. 1523/24). Tuttavia, la conchiglia è molto più evidente nella Madonna di Darmstadt. Simbolicamente, la conchiglia si rifà al mito della nascita di Venere dalla schiuma del mare, un mito originariamente pagano, in seguito reinterpretato in chiave cristiana: Maria è infatti "la conchiglia nel cui corpo terreno si sviluppa la perla nobile del Salvatore Gesù che si è fatto carne dallo Spirito Santo". La conchiglia incarna quindi sia la perfezione di Cristo ed il ruolo di Maria sia la nascita virginale in quanto la perla cresce nel guscio e lo lascia senza mutare il guscio stesso.

### Le mura della Gerusalemme celeste

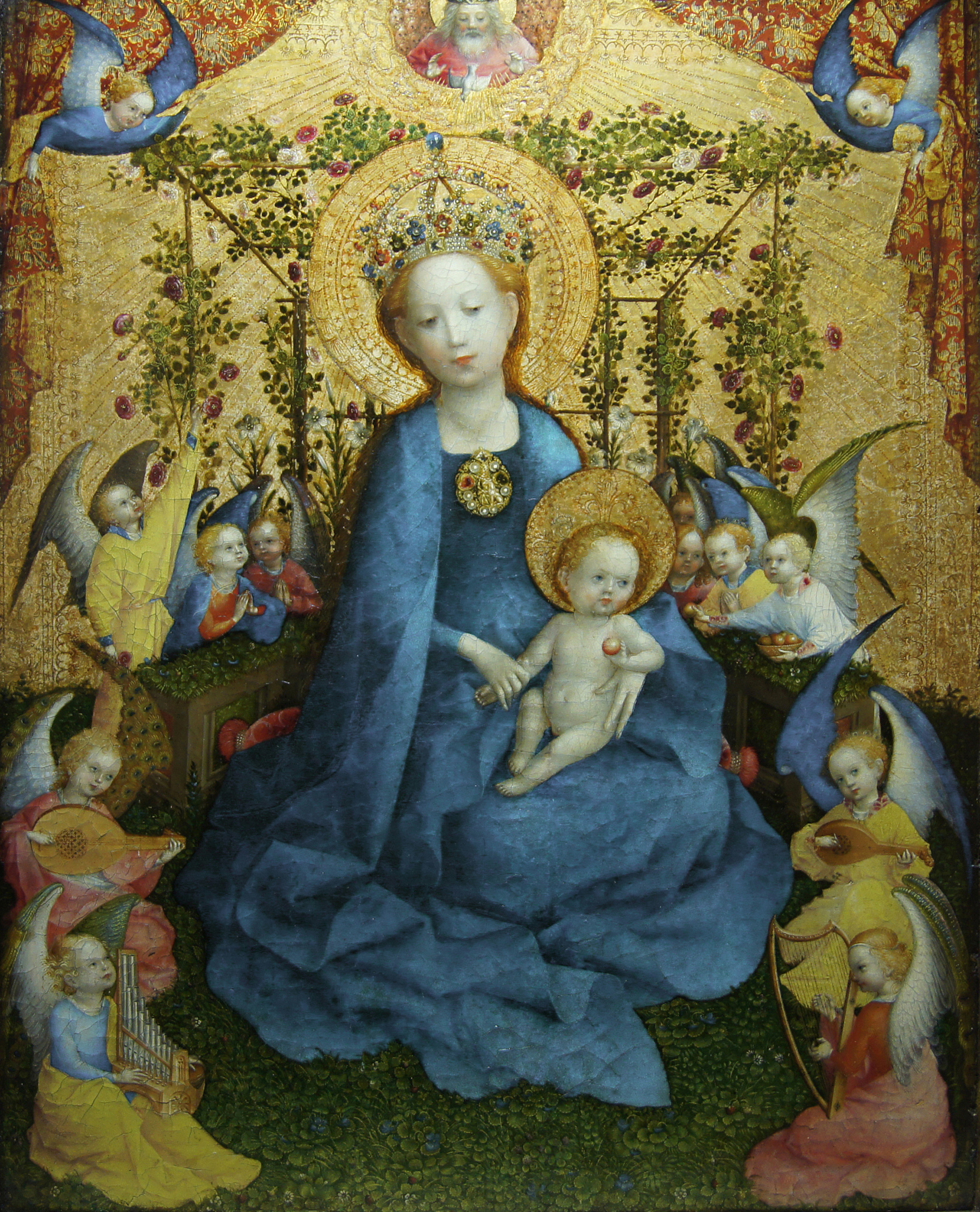
La Madonna delle rose, Stefan Lochner, c. 1484

A destra ed a sinistra della composizione si trova un muro, sullo sfondo, dietro il quale si suggerisce la presenza di un giardino con alberi di fico, che può essere considerato un hortus conclusus come metafora del Giardino dell'Eden, il Paradiso. A differenza di altri ritratti di Maria, come nel caso de La Madonna delle rose di Stefan Lochner, qui la Madonna si trova posta fuori dal giardino del Paradiso ed è inquadrata in una struttura che la qualifica come porta coeli, la porta del Paradiso.

### Il fico
Il fico, i cui rami sono visibili dietro il muro, ricorda la caduta, l'espulsione di Adamo e di Eva dal Paradiso. Il fico fondamentalmente rappresenta la tentazione e quindi costituisce un contrasto con la vite che è invece concepita come albero di salvezza. Tuttavia, il fico qui mostrato sembra avere viticci sottili che ricordano le viti. Non è chiaro quindi se si tratti di una raffigurazione progettata deliberatamente ibrida o se Holbein non fosse a conoscenza dell'esatto aspetto dei fichi. Attribuito a Maria, il fico simboleggia la nuova Eva che aprirà di nuovo il Paradiso per il popolo di Dio, un'interpretazione che viene sottolineata appunto dalla rappresentazione ambigua come un fico/vite. Holbein utilizza ramoscelli di fico, tuttavia, in seguito anche nei ritratti realizzati in Inghilterra, ad esempio, lady Guildford.

### La corona

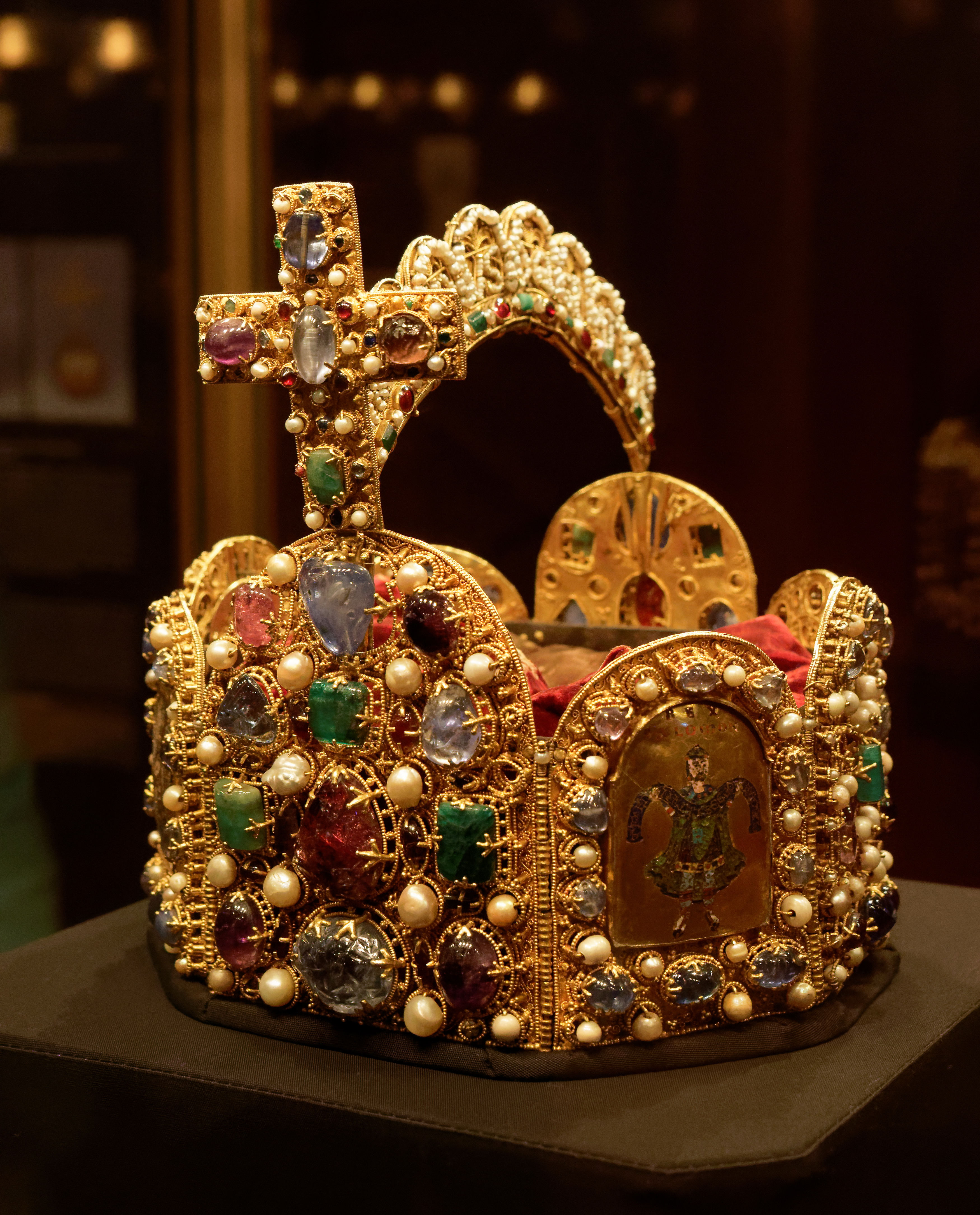
La corona imperiale nella Schatzkammer di Vienna

La raffigurazione della Madonna di Holbein è mancante della classica aureola, sostituita invece da una pesante corona. La rappresentazione di una corona su Maria rappresenta simbolicamente la Chiesa. Tuttavia, la presenza di una corona a placche o pannelli, non si trova in nessun'altra rappresentazione di Maria. Lo storico dell'arte Nikolaus Meier ha sottolineato che la corona della Madonna di Holbein riflette importanti caratteristiche della corona del Sacro Romano Impero. La corona mariana è adornata di perle e porta al centro una grande gemma rossa. Il gioiello di perle riprende la simbolica dichiarazione del ruolo di Maria come "conchiglia" della perla del Salvatore. I dodici pannelli della corona raffigurano dodici re, un riferimento alle dodici tribù di Israele e, nella forma, alle mura e alle porte della Gerusalemme celeste. L'accostamento nella forma e nello stile alla corona imperiale, non solo rappresenta la sacralità della Chiesa come potere superiore anche all'impero, ma anche e soprattutto una dichiarazione dell'atteggiamento politico di fedeltà all'impero manifestata da Jakob Meyer.

### Gesù Bambino
Il piccolo Gesù Bambino volta quasi le spalle allo spettatore e tende il braccio sinistro quasi in modo difensivo. Il palmo verso il basso rafforza questa impressione. Forse esso ritrae l'opposizione del Bambino al fatto che Maria distolga da lui l'attenzione, come auspicato dai riformati protestanti, che consideravano Maria semplicemente come madre fisica di Gesù, ma non più come parte del progetto salvifico di Dio.

### La cintura rossa
A differenza degli altri ritratti di Madonna di Holbein, la cintura, dipinta di rosso intenso, non ha alcuna funzione reale: non raccoglie l'ampia veste ma si stringe semplicemente attorno ad essa. Ovviamente, la rappresentazione si riferisce alla leggenda della donazione della cintura di Maria: dopo che l'apostolo Tommaso aveva espresso dei dubbi sull'Ascensione di Maria, la Madonna gli apparve e gli presentò la sua cintura come prova della sua ascensione corporale. L'enfasi sulla cintura sarebbe quindi un'affermazione dell'assunzione di Maria, la ricezione di Maria in cielo.
Il colore insolito e accattivante, d'altra parte, rimanda anche al sangue ed alla passione di Cristo, così come la morte, e nel contesto della Riforma può anche indicare le lotte sanguinose per la fede. Nella Bibbia, la cintura è spesso equiparata al conferimento del potere divino. Inoltre, la forma astratta della cintura può anche essere letta come una croce a forcella. Il piccolo Gesù punta con un piede direttamente sull'inguine, indicando la futura passione della Madre in unione con la sua. Il nodo della cintura costituisce il centro ottico della composizione. La Passione e l'Ascensione diventano quindi il messaggio centrale dell'immagine.
È anche concepibile, tuttavia, anche un riferimento al simbolo "Y", come simbolo dell'Ercole al bivio, un argomento di riflessione particolarmente significativo per gli umanisti e più volte utilizzato nel contesto critico della riforma.

### Il ragazzo e il bambino

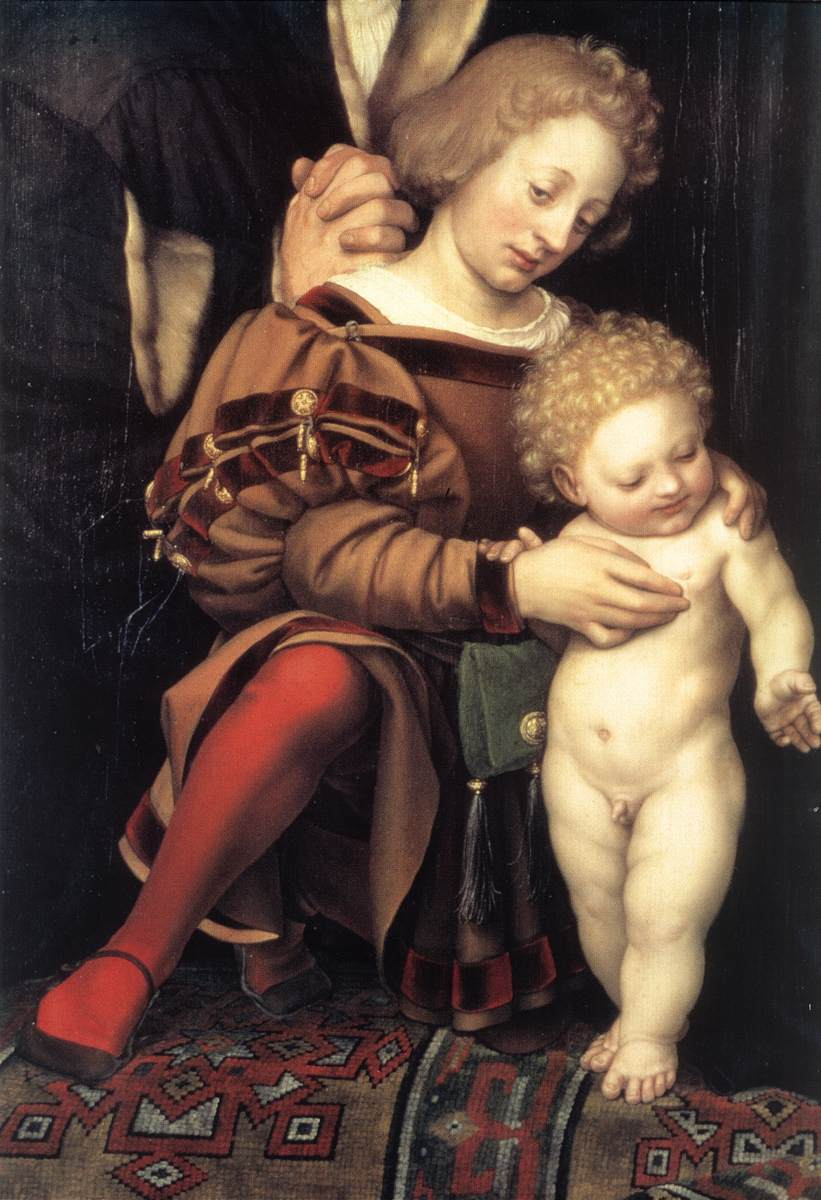
Particolare del ragazzo e del bambino nella composizione

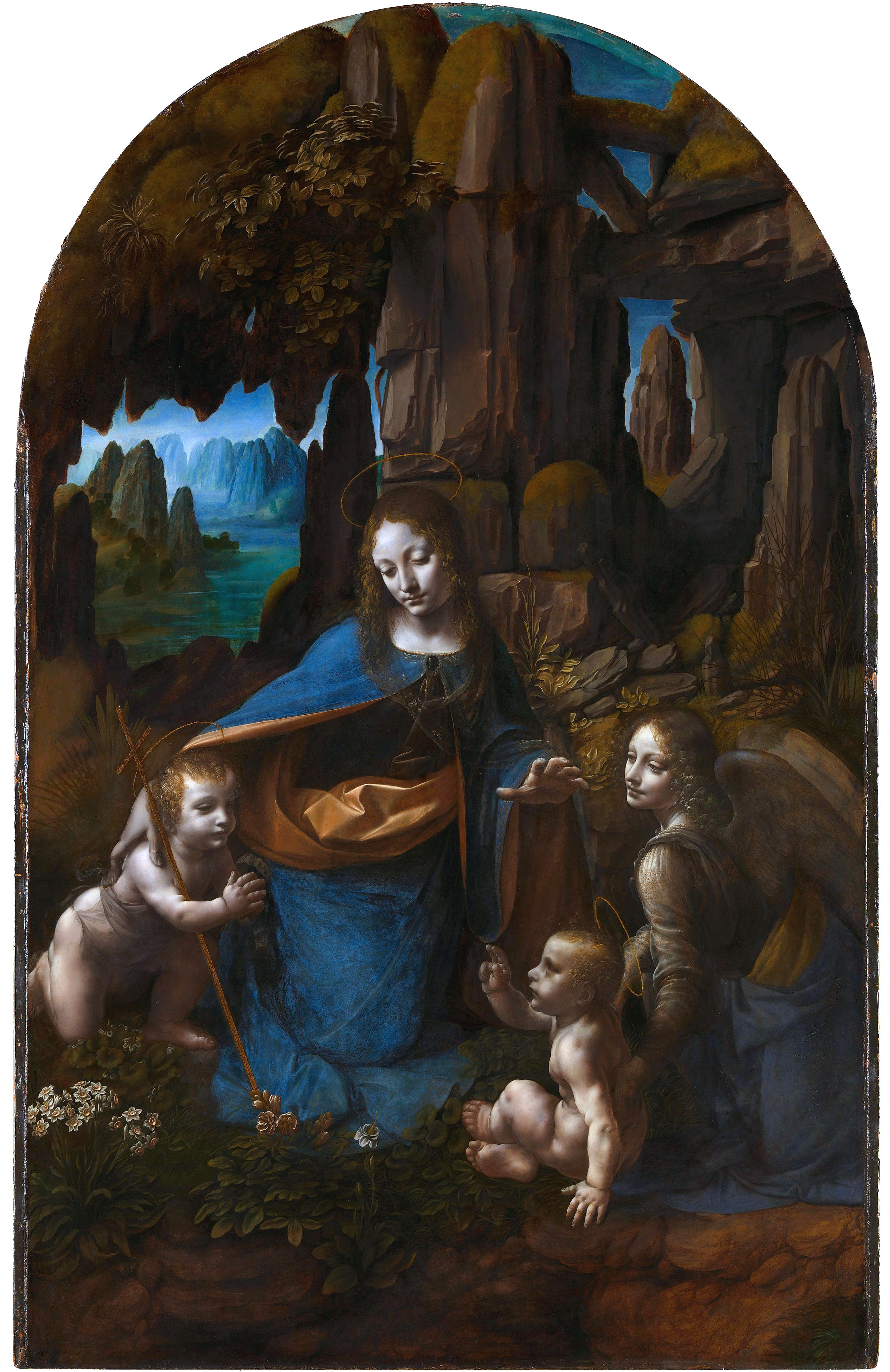
La Vergine delle rocce di Leonardo da Vinci 1495–1508, National Gallery, Londra

Tra le figure più enigmatiche dell'intera composizione vi sono quelle del ragazzo e del bambino presenti nella parte sinistra del dipinto. Il ragazzo più grande si comporta "fisicamente come un fratello minore della Madre di Dio", di cui sembra imitare l'atteggiamento. Jochen Sander ha suggerito come il ragazzo sostituisca qui la figura dell'angelo che si trova nel quadro La Vergine delle rocce di Leonardo da Vinci, una pittura che Holbein probabilmente conosceva o aveva avuto modo di vedere personalmente. Il ragazzo, vestito alla moda dell'epoca, porta alla cintura una borsa con cintura verde, un attributo comune di san Giacomo e del pellegrino in genere, nonché una probabile allusione al santo patrono del committente dell'opera. Il ragazzo si distingue anche dalla famiglia dei fondatori per la sua veste ornamentale, che in quella forma era riservata unicamente alla nobiltà e che quindi ravvicinerebbe l'idea di un personaggio "al di sopra degli altri personaggi" e quindi legato al mondo spirituale (un angelo o un santo appunto). Si distingue anche per il fatto che egli non si inginocchia né tiene le mani giunte in preghiera.
In epoche precedenti, il ragazzo ed il bambino erano stati interpretati come possibili figli defunti di Meyer. Nella letteratura più recente, tuttavia, il bambino nudo è interpretato come san Giovanni Battista da bambino, figura assieme a quella di Gesù Bambino presente nel quadro di Leonardo. Supponendo che il dipinto fosse concepito come una pala d'altare, posto quindi sopra il tabernacolo, il gesto di Giovanni Battista bambino alluderebbe significativamente ai doni dell'eucaristia sulla mensa dell'altare. Il bambino, come del resto la Madonna e Gesù, sono idealizzati. Ancora una volta, è plausibile ricercare nel lavoro di Holbein un riferimento alla Vergine delle rocce di Leonardo da Vinci, dove anche Gesù e san Giovanni sono rappresentati come ragazzi. Il dipinto di Holbein sarebbe quindi inoltre la prima rappresentazione dipinta del motivo della Madonna con Gesù e san Giovanni a nord delle Alpi, mentre tale schema era già comune in Italia.
Un altro approccio presuppone invece che i due ragazzi ritratti siano effettivamente dei figli di Meyer in quanto dipinti come controparte di Anna Meyer, rimandando così all'interpretazione. Dai documenti della gilda dei mercanti risulterebbe che Meyer avesse effettivamente registrato un suo figlio nato ne 1504, ma poiché alla morte dello stesso Meyer come unica erede venne chiamata a disporre dei beni di casa la moglie Dorothea Kannengießer con la figlia Anna Meyer, probabilmente tale figlio sarebbe nato da Magdalena Baer e doveva essere all'epoca già defunto, come del resto il bambino più piccolo, forse morto poco dopo la nascita. Quest'ultima interpretazione rafforzerebbe inoltre l'idea che il dipinto andasse a completare un sacello funerario: col gesto della mano, il bambino potrebbe indicare una tomba sottostante.

### Il tappeto

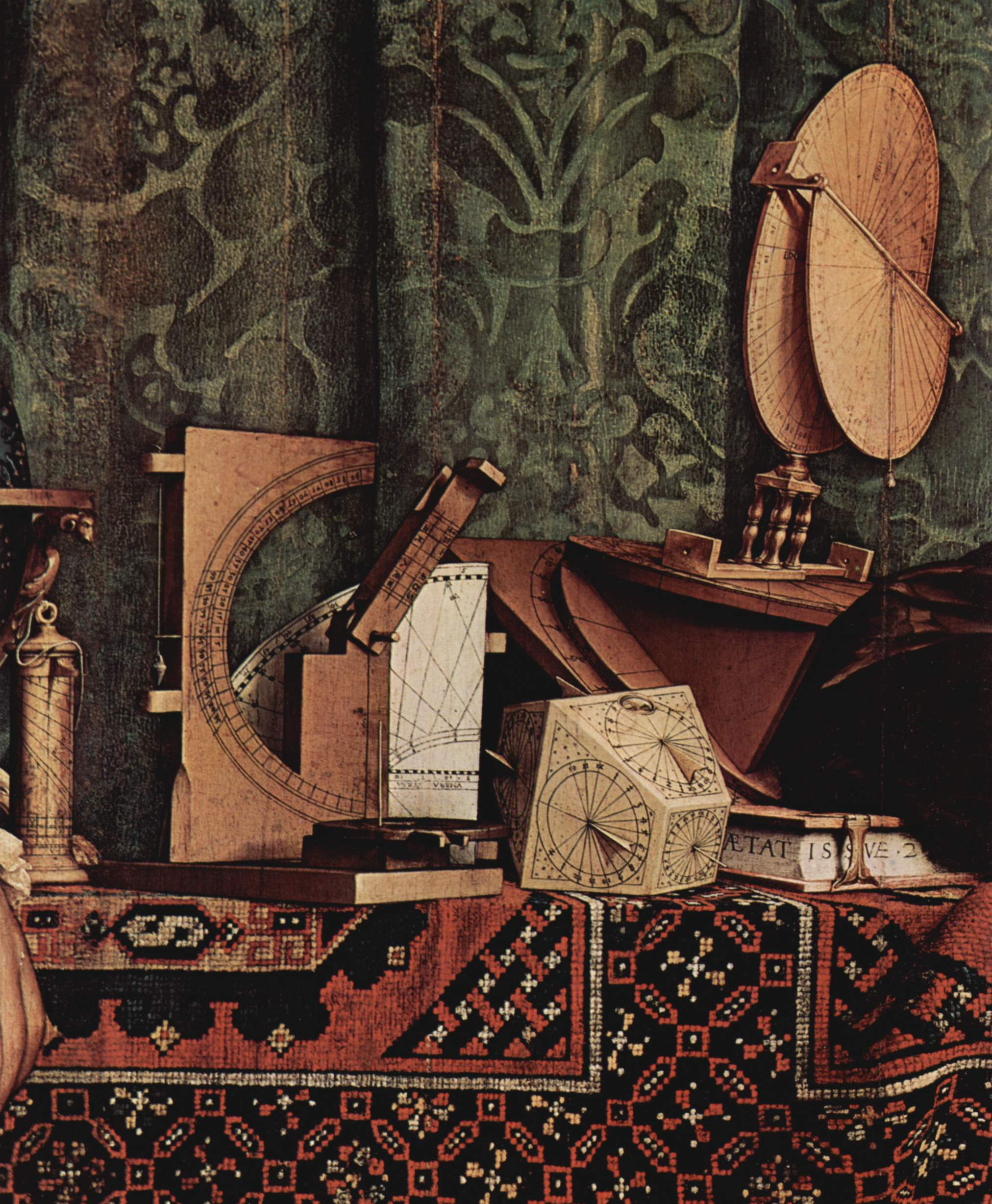
Particolare del tappeto nell'opera Ambasciatori di Hans Holbein il Giovane, 1533

Apparentemente, il prezioso tappeto orientale che si trova sotto tutte le figure servirebbe a sottolineare la nobiltà della Madonna, ma esso in realtà si estende sotto tutti i componenti della scena. Lo stile di pittura estremamente realistico del tappeto, preso singolarmente, attira lo sguardo dello spettatore. Il "trucco" utilizzato da Holbein per attirare lo sguardo dello spettatore ancor più verso il centro e verso quindi la Madonna, è stato quello di realizzare un'unica fascia decorativa orizzontale del tappeto, con una piega centrale. Inoltre, la piega del tappeto porta un accenno di movimento all'immagine, come se i personaggi inginocchiati sulla sinistra vi si fossero appena sistemati, spostando il tappeto.
Tuttavia, lo storico dell'arte Christl ha interpretato la piega tappeto oculare come una rappresentazione astratta del serpente, l'incarnazione del male, un elemento di disturbo all'interno della scena. Il tappeto stesso è stato interpretato come un segno della minaccia dei Turchi da oriente. Il tappeto presenta un motivo particolare che sarà poi riproposto da Holbein nel dipinto Ambasciatori (1533).
I tappeti orientali erano già apprezzati in Europa dal Medioevo, dal XIV secolo vennero riprodotti anche in dipinti italiani e dal XV secolo compaiono nei primi tappeti olandesi. I tappeti mostrati nei dipinti provengono essenzialmente dall'Anatolia, ma l'aspetto realistico del tappeto della Madonna di Dresda è dato anche dal fatto che Holbein si servì di un modello originale per realizzarlo, cogliendo in pieno non solo lo stile ma anche i motivi decorativi.

### Il rosario

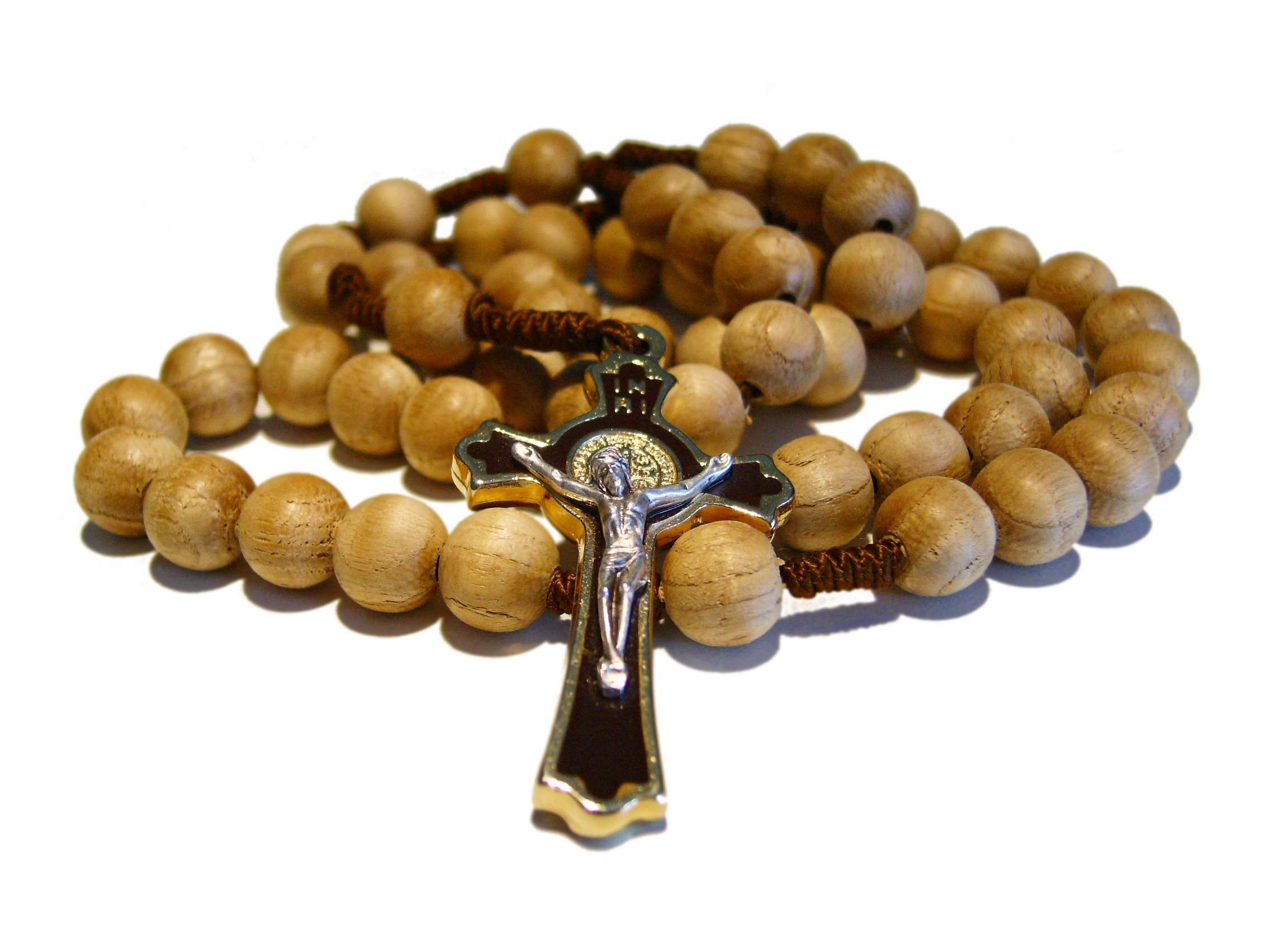
Un moderno rosario cattolico in legno

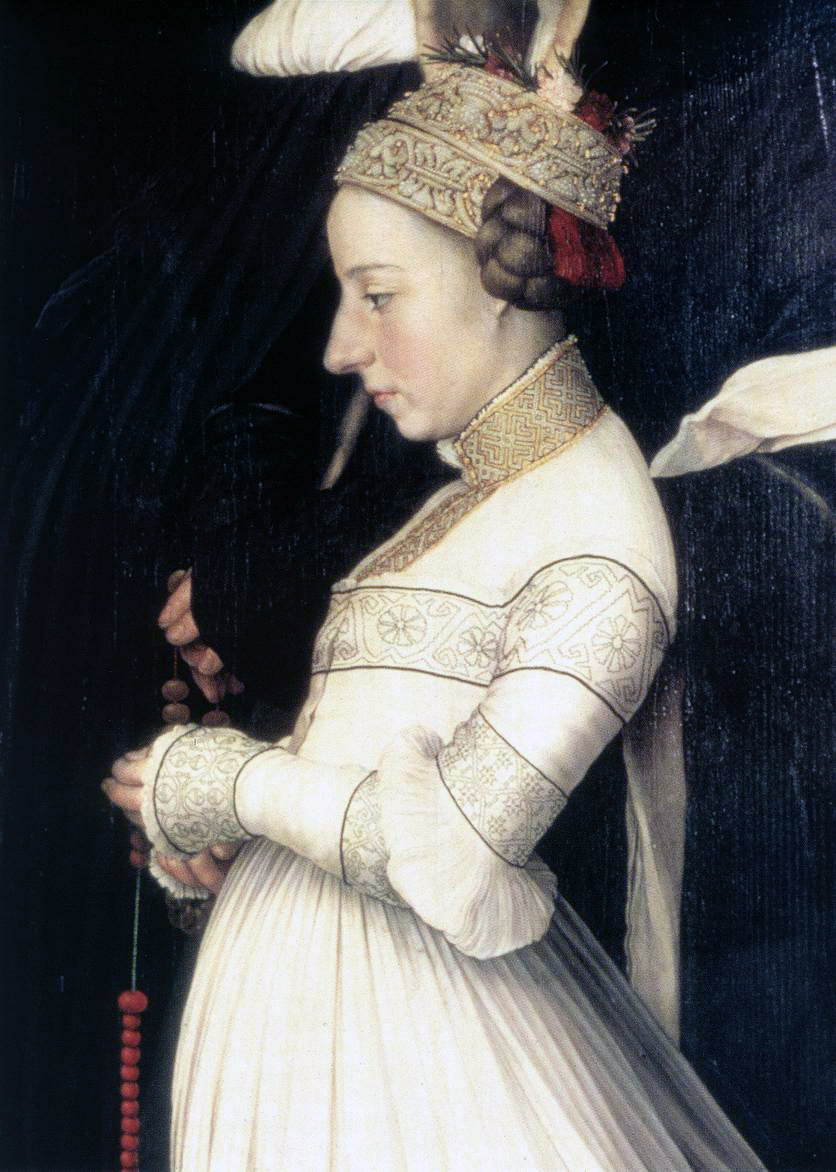
Particolare del dipinto: Anna Meyer col rosario

Il rosario è strettamente legato al credo della famiglia Meyer ed alla figura di Maria. Il colore rosso del rosario che Anna Meyer tiene tra le mani, corrisponde al colore della cintura della Madonna e crea così una connessione tra preghiera e passione, costituendo il cosiddetto "rosario doloroso". Sotto le mani di Anna Meyer ci sono le tre perle individuali che collegano la corona reale con la croce su cui inizia la preghiera del rosario. Anna Meyer tiene quindi in mano la croce, lasciando così che il dipinto catturi in pieno il suo credo. Secondo la leggenda, fu Maria stessa ad insegnare a San Domenico la preghiera del rosario. Lutero attaccò acutamente l'uso dei rosari: "I rosari e i loro frutti sono fraintesi da molti che li usano". È possibile che il rosario rosso fosse realizzato in corallo rosso, nella variante considerata protettiva contro gli spiriti e le malattie.
Anche la madre di Anna Dorothea Kannengießer tiene un rosario colorato, seppur contenuto. Se Magdalena Bär abbia o meno tra le mani questo non è dato a sapere, ma la postura della mano sembrerebbe indicarlo. Come mezzo di fede, i rosari combinano il credo personale, in particolare la devozione mariana delle donne raffigurate, con il simbolismo del dipinto.

## Stile
La Madonna di Darmstadt non può essere inquadrata chiaramente in alcun genere pittorico. Nel 1500, quando i ritratti dei donatori erano un fatto comune, essi venivano comunque rappresentati più piccoli della figura della Madonna, mentre qui sono tutti rappresentati a grandezza naturale. Un inserimento simile lo si può trovare nel Trittico del compianto di Joos van Cleve del 1524. Il dipinto è nel contempo anche un ritratto di famiglia, riprendendo quindi un genere che renderà famoso Holbein anche fuori dai circoli nei quali operò inizialmente, in particolare in Inghilterra.
Il tema del dipinto devozionale funziona solo in parte: il mantello protettivo della Madonna tocca solo in parte il donatore e la sua famiglia. Non si tratta di una Sacra Conversazione in quanto la Madonna non è il centro della conversazione tra santi, ma si riferisce direttamente ai patroni stessi.
Se si fosse trattato di un mero epitaffio, seguendo altri esempi contemporanei tedeschi ed olandesi che combinano le figure dei donatori a scende della storia della salvezza dell'uomo, il dipinto avrebbe dovuto essere integrato con un altro pannello di nomi e date di morte dei soggetti che avrebbero dovuto essere sepolti nella cappella.

### Raffaello e Holbein a confronto

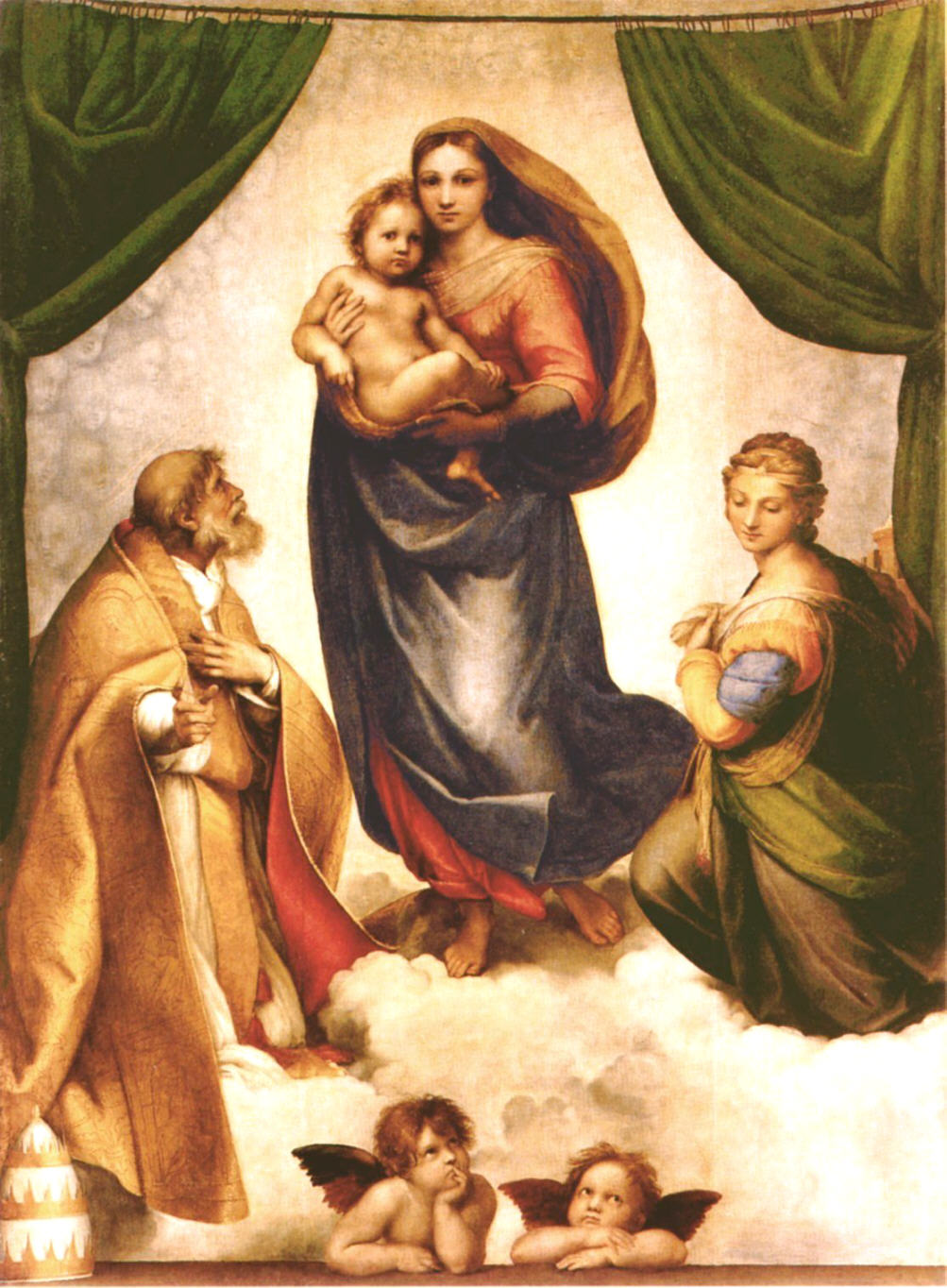
La Madonna Sistina di Raffaello, 1512/1513

La Madonna di Dresda divenne nel XIX secolo oggetto di confronto con la Madonna Sistina di Raffaello Sanzio dopo un'esibizione di questa alla Gemaldgalerie di Dresda. Proprio il direttore del museo di Dresda, Julius Schnorr von Carolsfeld, aveva sostenuto nel 1855 l'uguaglianza tra scuole artistiche italiane e tedesche dell'epoca sulla base delle somiglianze tra l'opera di Holbein e quella di Raffaello. Holbein venne definito il "Raffaello del nord" da Albrecht Dürer Dopo che la Madonna di Dresda fu riconosciuta come una copia, il confronto ad ogni modo continuò a rimanere acceso. Sigmund Freud visitò la Gemäldegalerie di Dresda nel dicembre del 1883 e trasse le seguenti conclusioni:
Dal commento di Freud apprendiamo anche una delle interpretazioni fantasiose date al quadro nel XIX secolo e cioè che, secondo una leggenda, vi sarebbe stato un miracolo con uno scambio di figli: i due genitori raffigurati, che pregavano per il figlio malato, ottengono da Maria il dono di Gesù Bambino, prendendo in grembo il bambino malato della coppia. Questa interpretazione è dovuta principalmente al contrasto tra il volto sofferente del bambino Gesù e il bambino più felice in primo piano.